# Теорема Ньютона (планиметрия)

P лежит на прямой Ньютона EF

Теорема Ньютона — теорема о том, что прямая Ньютона описанного четырёхугольника проходит через центр его вписанной окружности.

## Формулировка
Во всяком описанном четырёхугольнике середины диагоналей и центр вписанной окружности расположены на одной прямой.

### Комментарии
Теорему Ньютона можно легко вывести из теоремы Анна, поскольку в описанном четырёхугольнике суммы противоположных сторон равны.